# Jeschute
Jeschute ist in Wolfram von Eschenbachs Versepos Parzival die Frau des Herzogs Orilus de Lâlânt.

## Charakterisierung
Im Gegensatz zur altfranzösischen Vorlage Perceval des Chrétien de Troyes ist Jeschute nicht mehr nur eine namenlose Nebenfigur. Wolfram gestaltet ihre Identität explizit aus: Der Leser erfährt, dass sie mit Herzog Orilus de Lâlânt verheiratet ist und königlicher Abstammung. Darüber hinaus macht Wolfram sie zur Schwester Erecs und schafft somit eine intertextuelle Verbindung zu Hartmanns Erec. Jeschute wird in mehrfacher Hinsicht das Opfer von Gewalt: Einerseits durch den unerfahrenen Parzival, andererseits aus Eifersucht durch ihren Mann.
Für Parzival dient die Figur Jeschutes vor allem dazu, seine innere Entwicklung vom ungebildeten Jüngling zum mitleidsfähigen Mann zu illustrieren. Jeschute ist die erste Frau, auf die Parzival trifft, nachdem er seine Mutter Herzeloyde verlassen hat. Da er auf Grund seiner fehlenden höfischen Erziehung die Ratschläge Herzeloydes wortwörtlich befolgt, raubt er Jeschute auf unsanfte Weise ihren Ring, eine Brosche und zwei Küsse. Erst ein Jahr später wird er bei der Klause von Trevrizent zur Einsicht gelangen, dass sein Verhalten falsch war.
Obwohl Jeschute nach Parzivals Angriff vollkommen aufgelöst ist, stellt sich für ihren Mann Orilus die Frage der Unschuld nicht. Er schließt, ohne zu zögern, darauf, dass seine Frau ihn betrogen hat, und kündigt Bett- und Tischgemeinschaft sowie seine Fürsorgepflicht so lange auf, bis die Tat gesühnt ist.
Auch nach seiner Niederlage im Kampf gegen Parzival kann Orilus Jeschute noch nicht verzeihen. Dies geschieht erst, als Parzival in der Klause Jeschutes Unschuld beschwört. Erst hier kann das Vertrauen zwischen den Eheleuten wieder hergestellt werden: Orilus erkennt, dass er einerseits die huote-Pflicht gegenüber seiner Frau vernachlässigt hatte, als er sie während Parzivals Angriff allein gelassen hatte, und andererseits, dass sein Verhalten gegenüber seiner Frau falsch war.
Während dieser beiden Konfliktsituationen fügt sich Jeschute zwar in ihr Schicksal, macht aber deutlich darauf aufmerksam, dass ihr Unrecht getan wird und versucht im Streitgespräch mit Orilus diesen klug von einer anderen Lösung des Problems, mit Hilfe eines Reinigungseids, zu überzeugen.
Die Sympathielenkung Wolframs geht zugunsten Jeschutes: Der Erzähler betont immer wieder ihre Unschuld und schreibt konsequent aus der Perspektive des Opfers. Auch nach dem Ende der eigentlichen Jeschute-Handlung verweist Wolfram immer wieder auf die zu Unrecht bestrafte Jeschute.
Wolfram eröffnet durch die Gestaltung der Jeschute-Parzival- und der Jeschute-Orilus-Handlung mehrere Diskurse: Einerseits beschreibt er hier explizit den Fall von Gewalt gegen Frauen innerhalb einer Ehe. Darüber hinaus thematisiert er die Zusammenhänge zwischen Liebe und Gewalt sowie von Minne und Rittertum und das damit verbundene Gewaltpotential.

## Jeschute in anderen Dichtungen
Die allerdings neugierig-tückische Magd in Thomas Manns Roman Der Erwählte heißt gleichfalls Jeschute.